# Моно, Габриэль
Габриэль Моно́ (фр. Gabriel Monod; 7 марта 1844, Энгувиль — 10 апреля 1912, Версаль) — французский историк и публицист.
Проработав некоторое время в архивах Флоренции, Моно посвятил себя изучению истории. С 1880 года состоял преподавателем в парижской Высшей нормальной школе. Издал сочинения и труды по истории Меровингов (1872—1885), Каролингов (1898) и др.
С 1872 Габриэль Моно был женат на Ольге (1850—1953), младшей дочери Александра Герцена.
Моно перевёл монографию Вильгельма Юнгганса о Хлодвиге «Geschichte der Frankischen Könige Childerich and Chlodovech» (Гёттинген, 1857) и поместил множество статей в журнале «Revue Historique» (фр.), одним из основателей которого он был.

## Издания
- «Allemands et Français» (Париж, 1872),
- «Études critiques sur les sources de l'histoire mérovingienne» (1872—85),
- «Jules Michelet» (1875),
- «De la possibilité d’une réforme de l’enseignement supérieur» (1876),
- «Les origines de l’historiographie à Paris» (1878),
- «Bibliographie de l’histoire de France» (1888),
- «Les maîtres de l’histoire. Renan, Taine, Michelet» (1894),
- «Portraits et souvenirs» (1897),
- «Études critiques sur les sources de l'histoire carolingienne» (1898).
- Бемон Ш.[англ.], Моно Г. История Европы и преимущественно Франции в средние века : (IV-XIV вв.) = Histoire de l'Europe et en particulier de la France de 395 à 1270 / Пер. с фр. слушательниц С.-Петерб. Высш. жен. курсов. — Санкт-Петербург : литогр. Д. Руднева, 1894. — [2], 454, II с.